# Nola Grace Gaardmand
Nola Grace Gaardmand Barsøe (født 18. oktober 1985 på Frederiksberg) er en dansk journalist og tv-vært.

## Levnedsløb
Gaardmand blev født på Frederiksberg som datter af en dansk far og en mor fra Sydafrika. Hun er opvokset i bydelen Hell's Kitchen på Manhattan i USA.
Hendes far var en hvid dansk jazzmusiker og hendes mor en sort sydafrikansk stewardesse, der sjældent var hjemme.
Gaardmand er uddannet fra Danmarks Medie- og Journalisthøjskole.
Før sin uddannelse havde hun en praktikperiode hos et nystartet onlinemagasin i New York.
I forbindelse med sin uddannelse kom hun i praktik hos Dagbladet Information og blev siden ansat som journalist ved Jyllands-Posten (2013–2017).
I 2017 kom Gaardmand til DR for at overtage en værtsrolle fra Lillian Gjerulf Kretz i tv-programmet Sundhedsmagasinet. Her dannede hun værtspar med Peter Qvortrup Geisling.
Mens hun var vært i sommeren 2018, var Sundhedsmagasinet i uge 22 det mest sete danske tv-program.
Gaardmand har desuden været tilknyttet programmerne "Aftenshowet", "Deadline" og "TV Avisen Morgen". I 2025 er hun undersøgende vært på DRs dramadokumentar Slave af Danmark.

## Egne værker
Mens Gaardmand var tilknyttet Zetland, udgav hun med Sophie Tholl singlen Generation Gæld.
I 2025 udkom Gaardmands personlige dokumentar "Min mors apartheid" om hendes mors opvækst under apartheidstyret i Sydafrika og om Nolas egen tumultariske barndom i New York.

## Privatliv
Gaardmand er gift med den socialdemokratiske politiker og forfatter Magnus Barsøe, som hun har to sønner med.